# IPhone SE (tercera generación)
El iPhone SE (tercera generación) (también conocido como iPhone SE 3 o iPhone SE 2022) es un teléfono inteligente de gama alta diseñado y comercializado por Apple.
Es parte de la decimosexta generación del iPhone. Anunciado el 8 de marzo de 2022, es el sucesor del iPhone SE de segunda generación. La preventa comenzó el 11 de marzo de 2022, y el dispositivo se lanzó el 18 de marzo de 2022, con un precio inicial de US$429, con un aumento de $30 más que su predecesor.
La tercera generación comparte las mismas especificaciones, dimensiones y factor de forma de su predecesor, pero comparte los mismos componentes internos del iPhone 13 como el SoC Apple A15 Bionic, además de soportar redes 5G.

## Diseño
El iPhone SE presenta un marco de aluminio, junto con una parte delantera y trasera de cristal. Tiene los mismos tamaños y dimensiones físicas que su predecesor. Está disponible en tres colores: Midnight, Starlight, y Product Red, los mismos que su predecesor, pero con un ligero cambio en sus tonalidades.

## Especificaciones

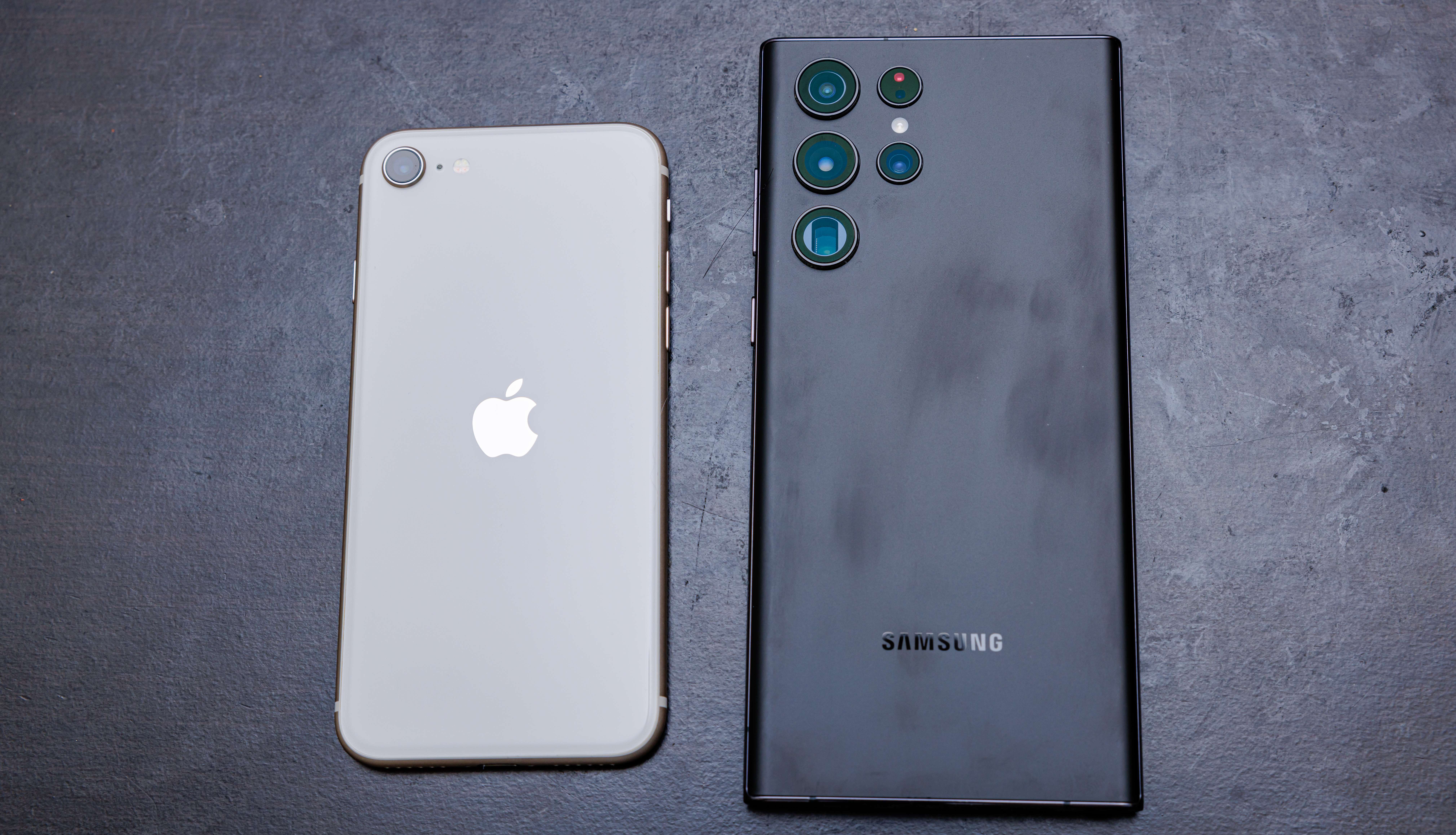
Comparación de tamaño entre iPhone SE (izquierda) y Samsung Galaxy S22 Ultra (derecha)

### Hardware
El iPhone SE trae el system on a chip (SoC) Apple A15 Bionic de 5 nm, con un coprocesador de movimiento incorporado y Neural Engine de quinta generación. Está disponible en tres variaciones de almacenamiento interno: 64 GB, 128 GB y 256 GB. El teléfono no cuenta con funciones de banda ultraancha habilitadas por el chip U1 que se encuentra en el iPhone 13 y 13 Pro. A pesar de que el tamaño del teléfono es menor, lo que puede provocar una mayor ralentización térmica, el SoC A15 del SE se ejecuta a las mismas frecuencias máximas de la CPU que el iPhone 13. Al igual que su predecesor, el iPhone SE de tercera generación no cuenta con conector de audífonos de 3,5 mm.

#### Pantalla
El iPhone SE cuenta con la misma pantalla Retina HD de su predecesor, que utiliza la tecnología IPS con True Tone y una amplia gama de colores (Display P3). La pantalla tiene una resolución de 1334 × 750 píxeles, la misma que los anteriores iPhones de 4,7 pulgadas. La densidad de píxeles es de 326 PPI, la misma que todos los iPhones con pantalla LCD desde la implementación de la pantalla Retina en el iPhone 4, a excepción de los modelos Plus. Es capaz de reproducir contenido HDR10 y Dolby Vision a pesar de no tener una pantalla lista para HDR, lo que se hace mediante la conversión descendente del contenido HDR para que se adapte a la pantalla mientras aún tiene algunas mejoras en el rango dinámico, el contraste y la amplia gama de colores en comparación con los vídeos de rango dinámico estándar (SDR).

#### Cámara
El iPhone SE tiene una cámara trasera de 12 MP con una única lente, la misma que su predecesor, capaz de grabar vídeo 4K a 24, 25, 30 o 60 fps, vídeo HD 1080p a 25, 30 o 60 fps, o vídeo HD 720p a 30 fps. La cámara tiene una apertura de ƒ/1.8, autofoco, estabilización de imagen óptica, y un flash True Tone de cuatro LEDs. El terminal también puede tomar fotos panorámicas de hasta 63 MP, y hacer fotos en modo ráfaga. La cámara frontal es de 7 MP con una apertura de f/2,2 con enfoque automático, capaz de grabar vídeo HD de 1080p a 25 o 30 fps y vídeo a cámara lenta a 120 fps.